# Microtus maximowiczii
Sous-genre
Espèce
Statut de conservation UICN

 LC  : Préoccupation mineure
Microtus maximowiczii est une espèce de rongeurs de la famille des Cricetidés qui vit en Asie.

## Répartition et habitat
On le trouve en Russie, en Chine et en Mongolie. Il vit dans la végétation dense des montagnes et près des cours d'eau.

## Nomenclature et Systématique
Les mammalogistes classent désormais de préférence cette espèce et le genre Microtus dans la famille des Cricetidés, mais certains auteurs les classent encore dans celle des Muridés.
Synonymes :
- Arvicola maximowiczii Schrenk, 1859[2]
- Microtus maximowiczii (Schrenk, 1859)[3]
- Microtus maximowiczii (Schrenck, 1859)
- Microtus ungurensis (Kastschenko, 1913)[4]
- Microtus gromovi (Vorontsov, Boeskorov, Lyapunova et Revin, 1988)[5]

## Liste des sous-espèces
Selon NCBI (20 nov. 2010) et MyHits :
- sous-espèce Microtus maximowiczii maximowiczii (Schrenck, 1858) : bassin du fleuve Amour, Skorovodinski, rivière Omutnaya.
- sous-espèce Microtus maximowiczii ungurensis (Kastschenko, 1913) : région de Tchita, district de Tchita, rivière Ungur, Makkaveevo.

Certains auteurs mentionnent aussi :
- sous-espèce Microtus maximowiczii gromovi (Vorontsov, Boeskorov, Lyapunova and Revin, 1988)[8],[9],[10]